# Paračov
Paračov je obec v okrese Strakonice v Jihočeském kraji. Leží zhruba deset kilometrů jihovýchodně od Strakonic. Žije zde 114 obyvatel.

## Historie
První písemná zmínka o obci pochází z roku 1316.

## Obyvatelstvo
| Rok            | 1869 | 1880 | 1890 | 1900 | 1910 | 1921 | 1930 | 1950 | 1961 | 1970 | 1980 | 1991 | 2001 | 2011 | 2021 |
| -------------- | ---- | ---- | ---- | ---- | ---- | ---- | ---- | ---- | ---- | ---- | ---- | ---- | ---- | ---- | ---- |
| Počet obyvatel | 343  | 355  | 337  | 353  | 295  | 302  | 264  | 223  | 200  | 147  | 123  | 97   | 90   | 106  | 108  |
| Počet domů     | 47   | 49   | 52   | 53   | 52   | 53   | 54   | 58   | 55   | 51   | 50   | 51   | 56   | 55   | 58   |

## Obecní správa
V letech 1850–1880 k obci patřily Třešovice a od 1. července 1975 do 23. listopadu 1990 také Kváskovice.

### Obecní symboly
Znak a vlajka byly obci uděleny rozhodnutím předsedy Poslanecké sněmovny Parlamentu České republiky dne 15. dubna 2010.

## Pamětihodnosti
- Kostel svatého Petra a Pavla (kulturní památka ČR)
- Paračovská lípa, památný strom u čp. 8 a 9 (vlevo při výjezdu z návsi k severu)

## Galerie

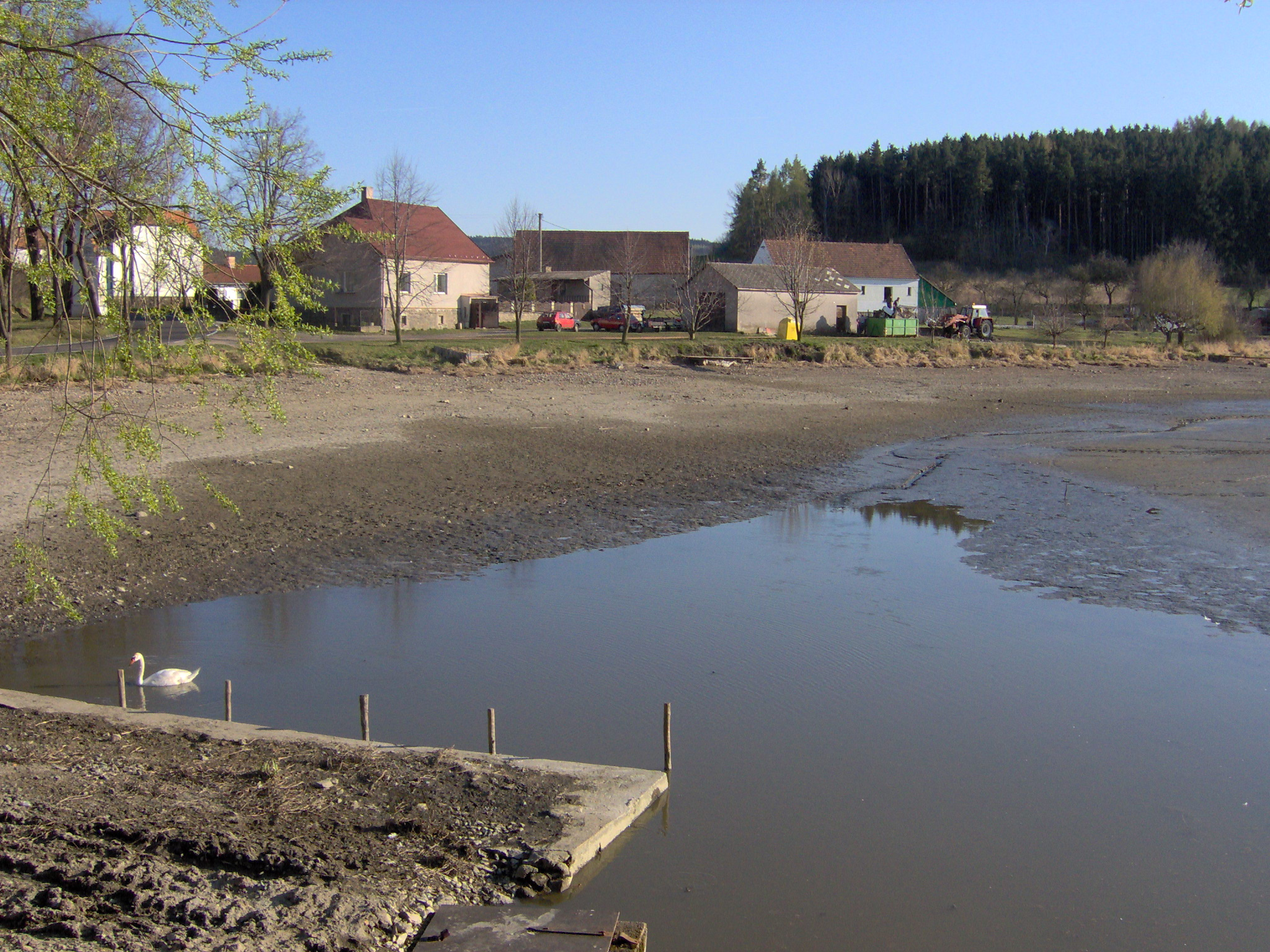
Rybník